# IC 2712
IC 2712 је елиптична галаксија у сазвјежђу Лав која се налази на листи објеката дубоког неба у Индекс каталогу.
Деклинација објекта је + 9° 37' 38" а ректасцензија 11h 18m 52,7s. Привидна величина (магнитуда) објекта IC 2712 износи 15,7 а фотографска магнитуда 16,7. IC 2712 је још познат и под ознакама NPM1G +09.0251, PGC 3091441.